# Sharp Gletscher
Sharp Gletscher är en glaciär i Grönland (Kungariket Danmark).   Den ligger i kommunen Qaasuitsup, i den nordvästra delen av Grönland, 1 600 km norr om huvudstaden Nuuk. Sharp Gletscher ligger 576 meter över havet.
Terrängen runt Sharp Gletscher är huvudsakligen kuperad, men österut är den bergig. Havet är nära Sharp Gletscher åt sydost.  Det finns inga samhällen i närheten.